# 로스쿨 (드라마)
《로스쿨》은 2021년 4월 14일부터 2021년 6월 9일까지 방송된 JTBC 수목 드라마다.

## 기획 의도
인간이 보여줄 수 있는 가장 치열한 열정과 도전, 가장 처절한 갈등과 고뇌, 가장 살벌한 경쟁과 충돌을 통해 성장하고 법과 정의를 깨닫고 실현해가는 로스쿨생들의 고군분투기를 담은 드라마
대한민국 최고의 명문 로스쿨 교수와 학생들이 전대미문의 사건에 얽히게 되면서 펼쳐지는 캠퍼스 미스터리와 더불어, 피, 땀, 눈물의 살벌한 로스쿨 생존기를 통해 예비 법조인들이 진정과 법과 정의를 깨닫는 과정을 담은 드라마

## 제작진

### 제작
- 김석윤
- 기획 : 김지연
- 최세락

### 제작사
- JTBC스튜디오
- 스튜디오 피닉스
- 공감동하우스

### 연출
- 김석윤 : KBS 2TV 일일 시트콤 《달려라 울엄마》(공동 연출), KBS 2TV 일일 시트콤 《올드미스 다이어리》(공동 연출), 영화 《올드미스 다이어리 극장판》(감독), 영화 《조선명탐정: 각시투구꽃의 비밀》(감독), JTBC 일일 시트콤 《청담동 살아요》(연출), JTBC 《시트콩 로얄빌라》(연출 & 책임 프로듀서), JTBC 《대단한 시집》(책임 프로듀서), JTBC 《신화방송:신화가 찾은 작은 신화》(책임 프로듀서), 영화 《조선명탐정: 사라진 놉의 딸》(감독), JTBC 주말 특별기획 드라마 《송곳》(연출), JTBC 금토 드라마 《이번 주 아내가 바람을 핍니다》(연출), 영화 《조선명탐정: 흡혈괴마의 비밀》(감독), JTBC 월화 드라마 《눈이 부시게》(연출) 연출

### 극본
- 서인 : SBS 드라마 스페셜 《이판사판》 집필

## 등장인물

### 주요 인물
- 김명민 : 양종훈 역 - 엘리트 코스를 밟은 검사 출신 형법 교수, 숨 막히는 '소크라테스 문답법'식 수업과 독설이 기본인 직설화법. 명석한 두뇌를 자랑하는 한국대 로스쿨생들 사이에서도 기피 1호 대상. 한국대 로스쿨의 문제적 교수.
- 김범 : 한준휘 역 - 사시 2차, 경찰대 출신의 로스쿨 1학년 원탑. 한국대 로스쿨 1학년 수석. 외모로는 전 학년 원탑.
- 류혜영 : 강솔A/강단 (에리카 신) 역 - 한국대 로스쿨 특별전형(차상위계층)으로 입학, 강솔A의 일란성 쌍둥이 언니.
- 이정은 : 김은숙 역 - 판사 출신 민법교수, 리걸클리닉 센터장. 개성 만점 톡톡 튀며 탈권위적이다.

### 로스쿨 학생들
- 이수경 : 강솔B 역 - 대학까지 줄곧 1등, 법조인 집안의 금수저.
- 이다윗 : 서지호 역 - 신분 상승 사다리로 선택한 로스쿨
- 고윤정 : 전예슬 역 - 일류대 의상학과 출신의 로스쿨 1학년, 영창의 연인. 데이트 폭력 피해자.
- 현우 : 유승재 역 - 엘리트 산부인과 의사 출신의 로스쿨 1학년
- 이강지 : 민복기 역 - 한국대 로스쿨 1학년, 한국대 사회복지학과 출신으로 인권 변호사가 목표.
- 김민석 : 조예범 역 - 한국대 로스쿨 1학년, 졸부 집안에서 태어났다.

### 교수 및 관계자들
- 안내상 : 서병주 역 - 검사장 출신의 대형로펌 변호사, 한국대 로스쿨 겸임교수. 법에 관해서라면, 단연 대한민국 최고의 전문가. 한준휘의 삼촌.
- 길해연 : 오정희 역 - 대법관 출신의 한국대 로스쿨 원장
- 우현 : 성동일 역 - 한국대 로스쿨 복사실 사장, 한국대 법대 건물 뒷마당에 컨테이너박스 놓고 복사집을 시작해 20년 이상 운영.
- 오만석 : 강주만 역 - 한국대 로스쿨 부원장, 헌법 교수. 강솔 B의 아빠
- 이윤희 : 한국대 로스쿨 총장 역

### 그 외 인물
- 박혁권 : 진형우 역 - 이해타산적, 출세지향적 정치검사, 태생적으로 승부욕이 강하다. 남에게 지는 걸 죽기보다 싫어한다.
- 정원중 : 고형수 역 - 국회의원, 차기 대권주자. 대통령까지 노리는 야심만만, 주도면밀한 정치인. 법사위 소속 국회의원.
- 이천희 : 박근태 역 - 종훈의 국선 변호인
- 조재룡 : 이만호 역 - 파렴치한 성폭행범
- 이휘종 : 고영창 역 - 형수의 외아들, 예슬의 남자친구.
- 박소이 : 강별 역 - 강솔A의 동생
- 박미현 : 한혜경 역 - 강솔B의 친모
- 김중기 : 최중혁 역 - 해원일보 기자
- 이소윤 : 이주영 역 - 유승재의 아내, 산부인과 전공의
- 신미영 : 안숙자 역 - 강솔A의 엄마
- 기두성 역 - 구치소에서 양종훈을 찌른 범인
- 최재철 역 - 전자발찌 제조사 전직원, 양종훈에게 서병주의 유품을 건네준 장본인
- 이석준 : 송기준 역 - 법무법인 형설 대표변호사이자 고형수 의원 전담 법무팀
- 황정민 : 배 검사 역 - 국민참여재판 승률 100% 스타 검사
- 서석규 : 오형사 역
- 김중기 (1966년) - 전에슬 재판 판사
- : 제임스 역 - 이만호의 아들
- : 서기열 역 - 토이굿토이 대표이자 서지호의 아버지

## 시청률
최저 시청률과 최고 시청률은 시청률 조사회사와 지역별로 시청률에 차이가 있을 수 있습니다.
| 2021년 | 2021년   | 2021년         | 2021년       |
| 회차   | 방송일   | AGB 시청률     | AGB 시청률   |
| 회차   | 방송일   | 대한민국(전국) | 서울(수도권) |
| ------ | -------- | -------------- | ------------ |
| 제1회  | 4월 14일 | 5.113%         | 5.659%       |
| 제2회  | 4월 15일 | 4.112%         | 4.531%       |
| 제3회  | 4월 21일 | 4.338%         | 4.621%       |
| 제4회  | 4월 22일 | 4.318%         | 4.908%       |
| 제5회  | 4월 28일 | 4.473%         | 4.801%       |
| 제6회  | 4월 29일 | 4.676%         | 5.345%       |
| 제7회  | 5월 5일  | 4.505%         | 5.346%       |
| 제8회  | 5월 6일  | 5.388%         | 6.044%       |
| 제9회  | 5월 12일 | 5.508%         | 5.645%       |
| 제10회 | 5월 19일 | 5.652%         | 6.547%       |
| 제11회 | 5월 20일 | 6.249%         | 6.796%       |
| 제12회 | 5월 26일 | 5.550%         | 6.005%       |
| 제13회 | 5월 27일 | 6.891%         | 7.702%       |
| 제14회 | 6월 2일  | 5.694%         | 6.241%       |
| 제15회 | 6월 3일  | 6.309%         | 6.723%       |
| 제16회 | 6월 9일  | 6.114%         | 6.523%       |

## 결방
- 2021년 5월 13일 : 백상예술대상 시상식 방송으로 인한 결방.

## 참고 사항
- 김명민은 KBS 2TV 수목 드라마 《우리가 만난 기적》 이후 3년 만에 복귀하였다.
- 류혜영은 Olive 《은주의 방》 이후 2년 3개월 만에 복귀하였다.
- 이수경은 SBS 월화 드라마 《여우각시별》 이후 약 2년 반 만에 복귀하였다.
- 김명민과 김석윤 PD는 《조선명탐정: 각시투구꽃의 비밀》, 《조선명탐정: 사라진 놉의 딸》, 《조선명탐정: 흡혈괴마의 비밀》에 이어서 네 번째로 호흡을 맞추게 되는 계기가 되었다.
- 이정은, 김석윤 PD는 JTBC 《시트콩 로얄빌라》, JTBC 주말 특별기획 드라마 《송곳》, JTBC 월화 드라마 《눈이 부시게》에 이어서 네 번째로 호흡을 맞추었다.
- 이정은, 현우는 KBS 2TV 주말 드라마 《월계수 양복점 신사들》 이후 4년 만에 재회하였다.
- 길해연과 오만석은 JTBC 금토 드라마 《밥 잘 사주는 예쁜 누나》, MBC 수목 드라마 《봄밤》에 이어서 세 번째로 호흡을 맞추었다.
- 이수경과 류혜영은 《특별시민》 이후 4년 만에 재회하였다.
- 류혜영은 사전제작 드라마였기 때문에 연습을 더 하고 들어갈 수 있어서 다행이었다고 밝혔다.[3]

## 같이 보기
- 대한민국의 텔레비전 드라마 목록 (ㄹ)
- 2021년 대한민국의 텔레비전 드라마 목록